# Krupski Młyn
Krupski Młyn [ˈkrupski ˈmwyn] (deutsch Kruppamühle) ist ein Dorf und Sitz der Landgemeinde Krupski Młyn in Polen. Es liegt zehn Kilometer südöstlich von Zawadzkie an der Malapane und gehört dem Powiat Tarnogórski der Woiwodschaft Schlesien an.

## Geschichte

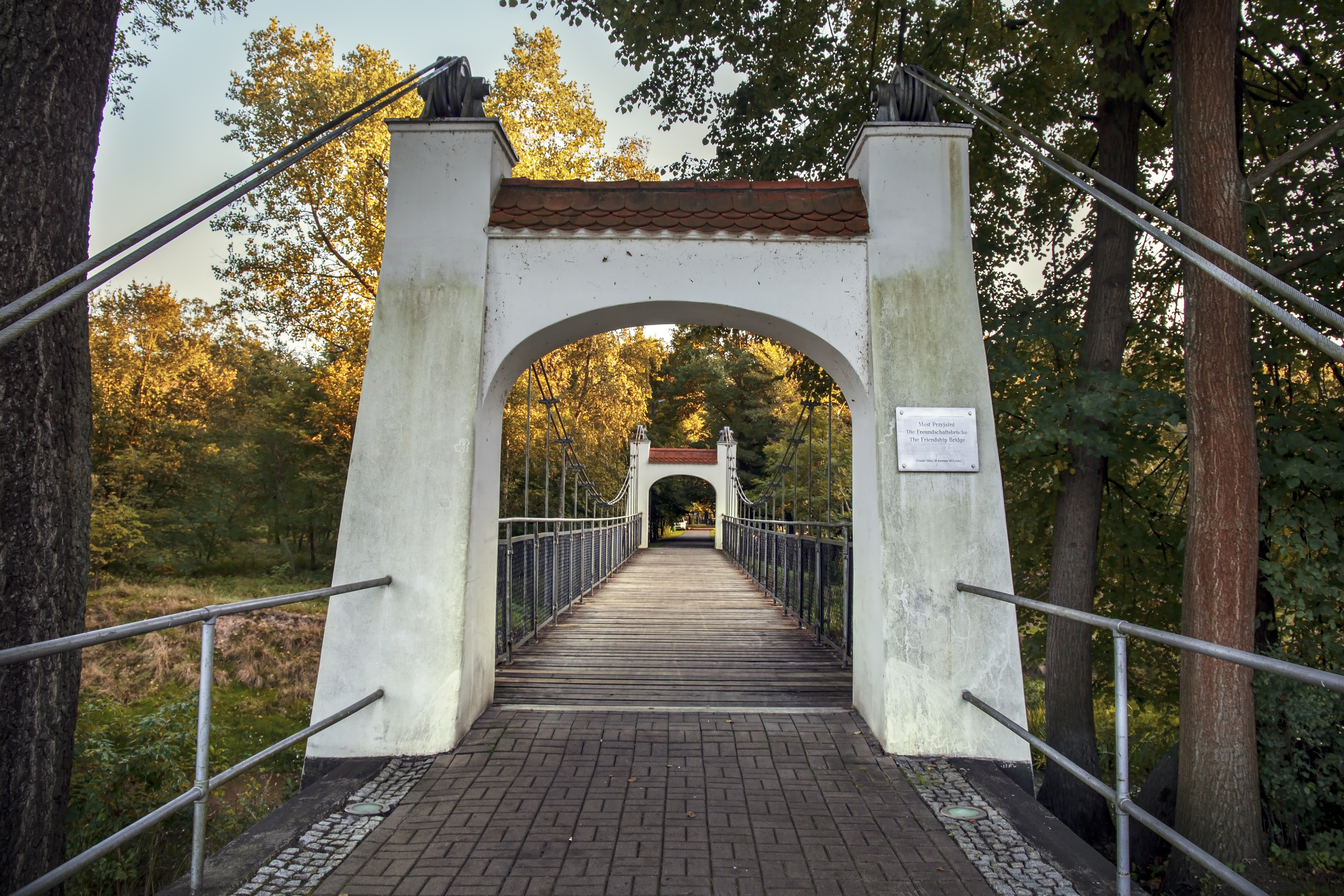
Hängebrücke

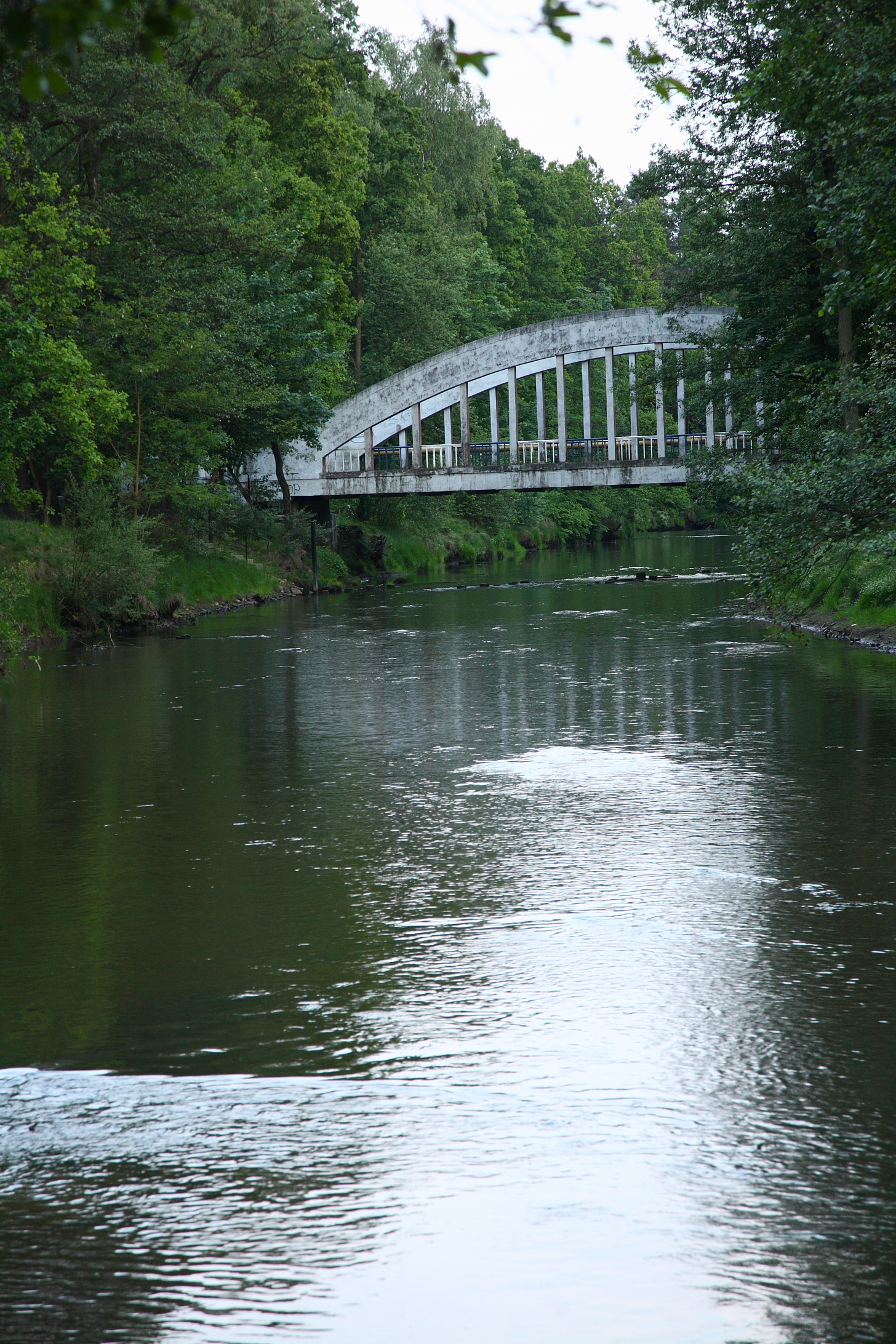
Die Malapane bei Krupski Młyn

An der Stelle des heutigen Ortes befanden sich vor 1874 lediglich die gleichnamige Mühle sowie eine Bauernwirtschaft und ein Forsthaus, die Teil des südwestlich gelegenen Dorfes Borowian (Borowiany) waren. Erst als die Oberschlesische AG für Fabrikation von Lignose an dieser Stelle eine Sprengstofffabrik errichtete, entstand eine kleine Werkssiedlung.
Die Arbeitskräfte wurden vor allem aus den westlichen Landesteilen Preußens angeworben, dadurch entstand im Ort eine evangelische Diaspora im ansonsten katholischen Oberschlesien.
Die Fabrik fertigte zunächst Sprengmittel für die Gruben in Oberschlesien, vor allem Schwarzpulver, und später auch Kriegsmunition. Durch eine Explosion im Jahre 1918 wurde sie zerstört. Bedingt durch die Korfanty-Aufstände in Oberschlesien verzögerte sich der Wiederaufbau lange. 1923 war die Fabrik als eines der Ziele konspirativer polnischer Anschläge im Deutschen Reich auserkoren worden. In der Sprengstofffabrik Kruppamühle der Lignose Sprengstoffwerke GmbH arbeiteten 1929 wieder 300 Arbeitnehmer, 1944 waren es 750. 1934 wurde die Produktion auf Nitroglyzerin und Dynamit umgestellt.
Im nahe gelegenen Potempa (heute ein Ortsteil der Gemeinde Krupski Młyn) ermordeten fünf uniformierte SA-Leute in der Nacht vom 9. auf den 10. August 1932 in bestialischer Weise den Kommunisten Konrad Pietrzuch. Gegen die Mörder von Potempa wurde zunächst ein Todesurteil ausgestellt, das jedoch nach einer Solidaritätsbezeugung von Hitler elf Tage später in lebenslange Gefängnishaft umgewandelt wurde. Schließlich wurden die Täter von der Regierung Hitler am 2. März 1933 freigelassen.
Der Ort gehörte bis 1945 dem Landkreis Groß Strehlitz an, seit 1945 liegt Krupski Młyn auf polnischem Gebiet. Das Sprengstoffwerk wurde verstaatlicht.
Krupski Młyn bekam 1955 den Status einer Osiedle, in die 1961 der Nachbarort Potępa (Potempa) eingegliedert wurde und die Ende 1972 in die Gmina Krupski Młyn umgewandelt wurde. Diese wurde 1977 aufgelöst und die Orte in die Landgemeinde Tworóg eingegliedert. Die Woiwodschaft Katowice wurde 1975 im Zuschnitt stark verkleinert und der Powiat wurde aufgelöst. Seit dem 25. Mai 1991 ist die Gemeinde Krupski Młyn wieder eine eigenständige Verwaltungseinheit. Zum 1. Januar 1999 kam die Gemeinde zur Woiwodschaft Schlesien neuen Zuschnitts und wieder zum Powiat Tarnogórski.
Der Ort ist noch heute ein Chemiestandort. Aus der Sprengstofffabrik ging der Betrieb Nitron-Erg hervor, der zur Nitron S.A. (deutsch Nitron AG) gehört. Mehrfach wurde die Produktpalette erweitert oder umgestellt, hergestellt wurden u. a. Kunststoffe, Polyesterfolien, Granulate für die Schuhindustrie.

## Einwohnerentwicklung
| Jahr | Einwohner          |
| ---- | ------------------ |
| 1875 | 18                 |
| 1900 | 100                |
| 1933 | 613                |
| 1939 | 562                |
| 1961 | 2.817              |
| 1970 | 3.380 (mit Potępa) |

## Politik

### Gemeindevorsteher
An der Spitze der Gemeindeverwaltung steht der Gemeindevorsteher. Seit 2006 war dies Jan Murowski vom Wahlkomitee „Unsere Gemeinde Krupski Młyn“. Die turnusmäßige Wahl im Oktober 2018 führte zu folgendem Ergebnis.
- Franciszek Sufa (Wahlkomitee „Fair Play“) 41,2 % der Stimmen
- Jan Murowski (Wahlkomitee „Unsere Gemeinde Krupski Młyn“) 41,0 % der Stimmen
- Cezary Stajniak (Prawo i Sprawiedliwość) 17,7 % der Stimmen

In der daraufhin notwendigen Stichwahl setzte sich Sufa mit 57,0 % der Stimmen gegen Amtsinhaber Murowski durch und wurde zum neuen Gemeindevorsteher gewählt.

### Gemeinderat
Der Gemeinderat besteht aus 15 Mitgliedern und wird von der Bevölkerung direkt in Einpersonenwahlkreisen gewählt. Die Gemeinderatswahl 2018 führte zu folgendem Ergebnis:
- Wahlkomitee „Unsere Gemeinde Krupski Młyn“ 41,4 % der Stimmen, 9 Sitze
- Prawo i Sprawiedliwość (PiS) 22,3 % der Stimmen, 3 Sitze
- Wahlkomitee „Gute Wahl“ 16,9 % der Stimmen, 1 Sitz
- Wahlkomitee „Fair Play“ 10,7 % der Stimmen, 2 Sitze
- Wahlkomitee des schlesischen Bundes 8,7 % der Stimmen, kein Sitz

### Städtepartnerschaft
- Furth bei Landshut, Deutschland

## Gemeinde

Lage der Gemeinde im Powiat Tarnogórski

Die Landgemeinde (gmina wiejska) Krupski Młyn umfasst eine Fläche von 39,42 km² mit etwa 3.500 Einwohnern, zu der die Orte Krupski Młyn und Potępa (Potempa) gehören.